# Dominique Mayho
Dominique Mayho, né le 29 novembre 1993 à Hamilton, est un coureur cycliste bermudien.

## Palmarès
- 2011
  -  Champion des Bermudes du contre-la-montre juniors
  - 2e du championnat des Bermudes sur route juniors
- 2012
  -  Champion des Bermudes sur route
  -  Champion des Bermudes du contre-la-montre
  - Bermuda Grand Prix :
    - Classement général
    - 1re (contre-la-montre), 2e et 3e étapes
- 2013
  -  Champion des Bermudes sur route
  - 1re étape du Bermuda Grand Prix (contre-la-montre)
  - 3e du championnat des Bermudes du contre-la-montre
- 2015
  -  Champion des Bermudes sur route
  -  Médaillé d'or du critérium aux Jeux des Îles
- 2016
  -  Champion des Bermudes sur route
  -  Champion des Bermudes du critérium[1]
- 2017
  -  Champion des Bermudes sur route
  -  Champion des Bermudes du contre-la-montre
  -  Champion des Bermudes du critérium[2]
- 2018
  -  Champion des Bermudes sur route
  - 2e étape du Bermuda Grand Prix
  - 2e du Bermuda Grand Prix
  - 2e du championnat des Bermudes du contre-la-montre
- 2019
  -  Champion des Bermudes sur route
  -  Champion des Bermudes du critérium[3]
  - Bermuda Grand Prix :
    - Classement général
    - 1re (contre-la-montre), 2e et 3e étapes
- 2020
  -  Champion des Bermudes du critérium[4]
- 2021
  -  Champion des Bermudes sur route

## Classements mondiaux
| Année            | 2013 | 2014 | 2015 | 2016 | 2017 | 2018 |
| ---------------- | ---- | ---- | ---- | ---- | ---- | ---- |
| UCI America Tour | 339e |      | 73e  |      | 84e  | 72e  |